# Асеев, Николай Пудович
Николай Пудович Асе́ев (1871 — 1952) — русский и советский учёный-металлург. Лауреат двух Сталинских премий.

## Биография
Родился 3 июля 1871 года в станице Павловская Области Войска Донского (ныне хутор Павловский, Алексеевский район, Волгоградская область, СССР). Окончил Урюпинское реальное училище (1889) и Петербургский горный институт (1894 — с отличием).
В 1894—1897 работал на Урале на Алапаевских заводах.
В 1898 году защитил диссертацию в Петербургском горном институте и ему было присвоено звание адъюнкт-профессора по кафедре «Металлургия».
С 1912 года заведующий кафедрой Металлургии цветных и благородных металлов.
В 1930—1932 годах участвовал в создании научно-исследовательских и проектных институтов «Ленгинцветмет», Гипромез, Гипроникель, Гипроалюминий, Всесоюзного института металлов.
В 1942—1945 совместно с Н. С. Грейвером руководил исследованиями по извлечению молибдена из некондиционных медно-молибденовых концентратов на Балхашском горно-металлургическом комбинате.

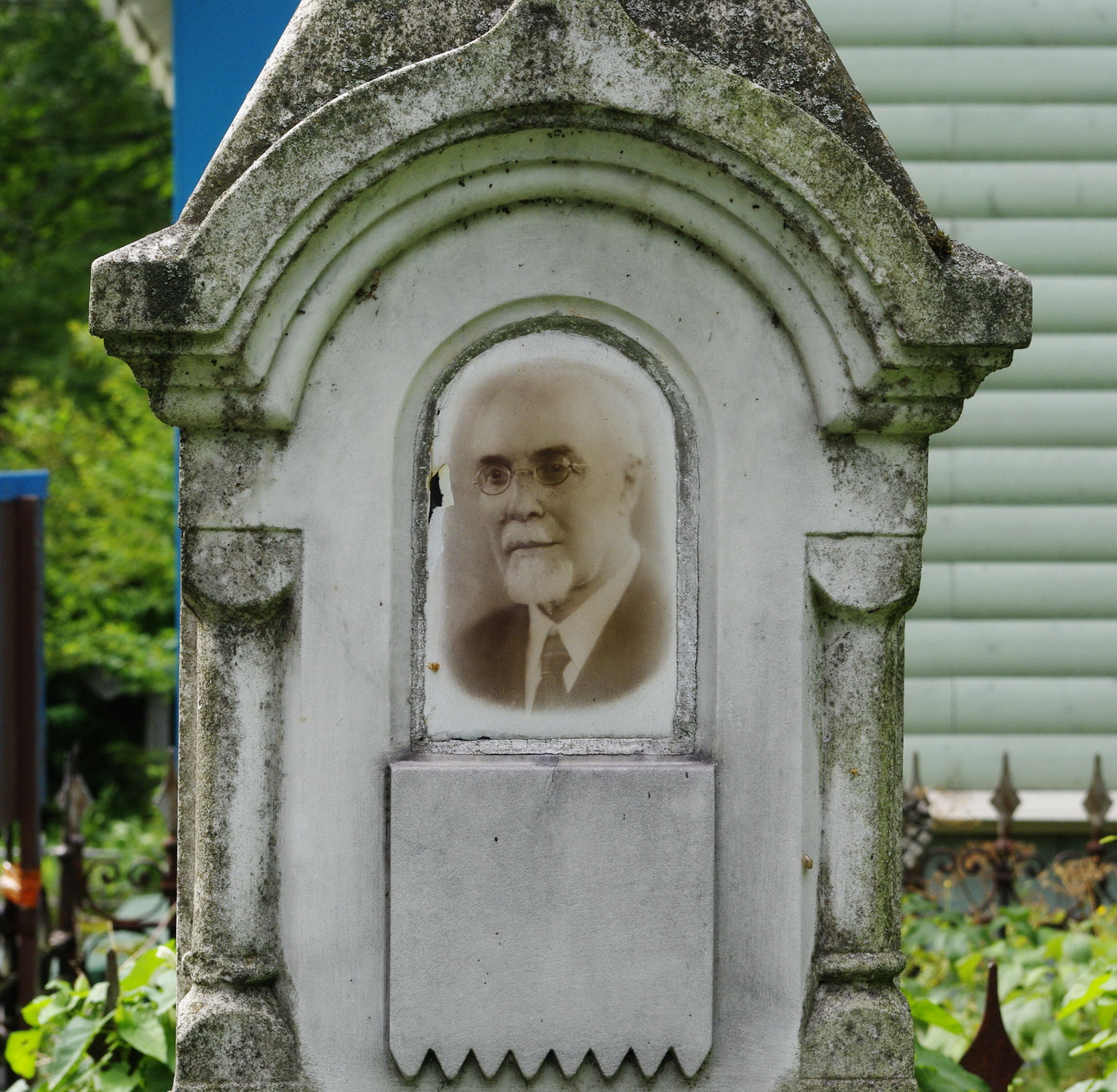
Могила на Серафимовском кладбище

Умер 5 октября 1952 года. Похоронен в Ленинграде на Серафимовском кладбище.

## Награды и премии
- Сталинская премия III степени (10 апреля 1942) — за разработку метода промышленного извлечения молибдена из медных руд Коунрадского месторождения
- Орден Ленина (25 июня 1944) — за успешную работу в области подготовки инженерных кадров для горной промышленности
- Сталинская премия I степени (1946) — за разработку методов извлечения из сульфидных медно-никелевых руд цветных и благородных металлов, изложенных в научном труде «Получение никеля, меди, кобальта и платиноидов из сульфидных медно-никелевых руд Советского Союза» (1943)[2]
- Заслуженный деятель науки и техники РСФСР
- Орден Ленина
- Медали